# Teatro Presidente
El Teatro Presidente se encuentra ubicado en la ciudad de San Salvador, El Salvador.  
Fue inaugurado el 1 de diciembre de 1971 durante el gobierno del presidente Fidel Sánchez Hernández. Inicialmente se proyectó para que sirviera de escenario de eventos gubernamentales, tales como el traspaso del gobierno, reuniones de la Asamblea Legislativa o capacitaciones para los empleados públicos. Sin embargo, a finales de la década de los años 1970 y durante los años 1980 se utilizó como sala cinematográfica y de teatro.
El inmueble formaba parte del Circuito de Teatros Nacionales, hasta que en los años 1990 dicha oficina se trasladó al Ministerio de Educación. En la actualidad se encuentra administrado por la Dirección Nacional de Artes de la Secretaría de Cultura de la Presidencia.
En 2022, el Ministerio de Cultura indicó la realización de trabajos de restauración del teatro. Se trabajó un cambio total de techo, restauración de pintura, cambio de puertas en los camerinos, impermeabilización de la losa, cambio de alfombras de la sala y limpieza y reparación de las butacas. 

## Usos del teatro
El Teatro Presidente alberga conciertos y diversos actos culturales como ballet, ópera, recitales y actos teatrales complejos; así como conferencias, charlas y ponencias.
Además, el teatro es también el sitio oficial de ensayos de la Orquesta Sinfónica de El Salvador. 

## Características
El teatro tiene una capacidad para 1429 butacas. Posee un foso para orquesta frente al escenario, y un detalle sobresaliente es el mural maya ubicado en el vestíbulo, obra de los artistas Roberto Huezo y Roberto Galicia, el cual es una interpretación del Popol Vuh. Además, en el exterior se hallan los bustos de Valero Lecha, Agustín Pío Barrios, Salvador Salazar Arrué, Claudia Lars y Pancho Lara, todos ellos reconocidas personalidades de la cultura salvadoreña.